# Verdejante
Verdejante este un oraș în Pernambuco (PE), Brazilia.